# Van Hool NewA300
Le Van Hool NewA300 est un autobus fabriqué et commercialisé par le constructeur belge Van Hool. Il possède deux ou trois portes, placées chacune aux extrémités du bus, un plancher surbaissé et un moteur placé sur le milieu du bus.
La plupart des exemplaires produits appartiennent au modèle Van Hool NewA300 Hybrid.

## Historique
Après avoir longuement hésité à ne pas reconduire ce modèle dans la nouvelle génération Van Hool, le constructeur belge mit au point[Quand ?] un successeur au Van Hool A300 à moteur médian.
Les premiers exemplaires furent livrés aux VMCV de Montreux, en 2004.

## Caractéristiques

### Versions
- NewA300 : version européenne ayant une motorisation diesel.
- NewA300 Hyb : version européenne ayant une motorisation hybride (diesel-électrique).
- A300 L : version nord-américaine ayant une motorisation diesel.
- A300 K : version nord-américaine ayant une motorisation diesel (châssis raccourci).
- A300 L FC : version nord-américaine ayant une motorisation à l'hydrogène.

## Exploitants

### Belgique
En 2009, Van Hool vendit ses premiers autobus hybrides en Belgique, à De Lijn :
- 25 Van Hool NewAG300 Hyb, prévus pour le remplacement des trolleybus à Gand ou pour la desserte de Louvain ;
- 5 Van Hool NewA300 Hyb prévus pour la ville de Louvain.

Les 5 NewA300 utilisés à Louvain restèrent les seuls de ce type en Belgique. Numérotés 5348 à 5342, ils sont toujours en service début 2020.

### Suisse
Les Vevey-Montreux-Chillon-Villeneuve de Montreux commandèrent les premiers NewA300. Numérotés 80 à 85, ils furent rejoints[Quand ?] par un septième autobus numéroté 91. Les 84 et 85 sont dépourvus de la bosse au-dessus de la cabine (surnommée casquette en Belgique) du système de refroidissement et de filtre à particules,.

### Suède

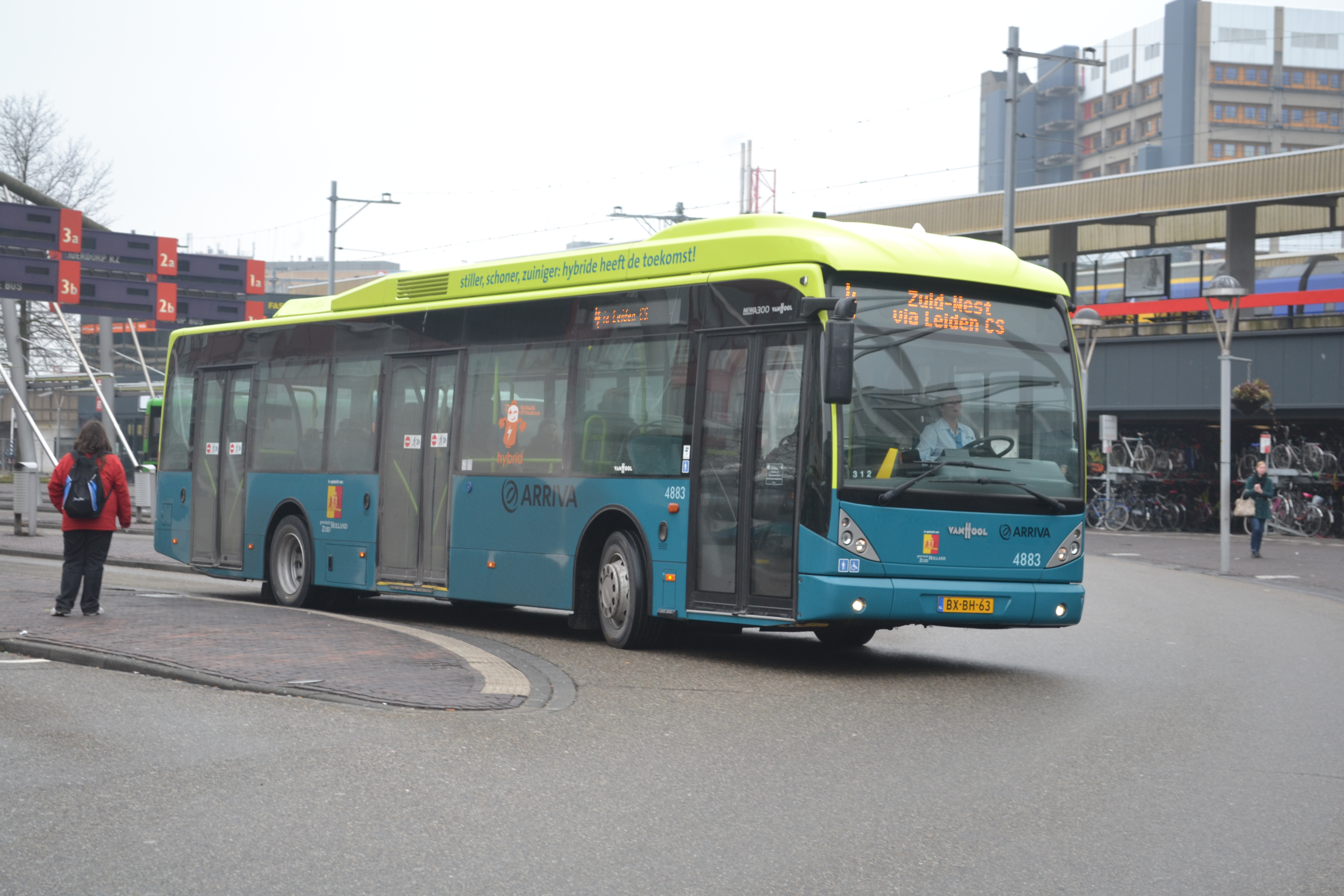
NewA300 d'Arriva encore en livrée Connexxion.
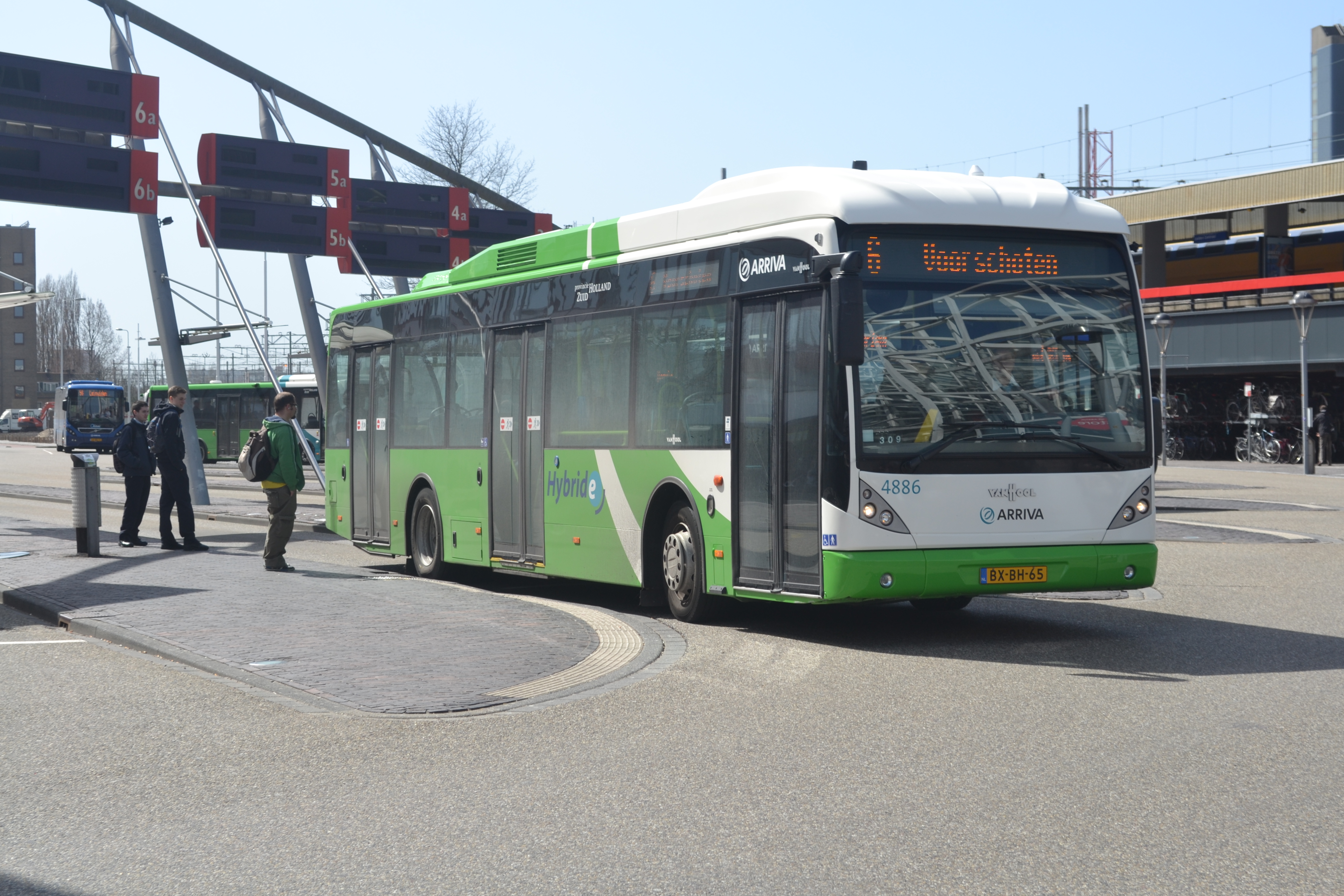
En livrée Arriva.